# Coilodera montreuili
Coilodera montreuili är en skalbaggsart som beskrevs av Legrand 2009. Coilodera montreuili ingår i släktet Coilodera och familjen Cetoniidae. Inga underarter finns listade i Catalogue of Life.